# 8652 Акація
8652 Ака́ція (1990 EA5, 1979 MC1, 1990 GQ, 1991 SW1, 8652 Acacia) — астероїд головного поясу, відкритий 2 березня 1990 року.
Тіссеранів параметр щодо Юпітера — 3,465.